# 더 큐어 (영화)
《더 큐어》(영어: A Cure for Wellness)는 2016년에 개봉한 심리, 공포, 스릴러 영화이다. 고어 버빈스키가 감독을 맡았으며, 저스틴 헤이드가 각본을 맡았다.

## 줄거리
뉴욕시의 금융 서비스 회사 임원인 록하트는 이사회에 의해 스위스 알프스에 있는 "웰니스 센터"에 머물기로 갑자기 결정한 CEO 롤랜드 펨브로크를 데려오라는 지시를 받는다. 스파에서 록하트는 펨브로크와 대화하려는 시도에서 직원들과 하인리히 볼머 박사의 저항에 부딪힌다.
록하트는 떠나지만 교통사고에 휘말리고, 3일 후쯤 다리에 석고 붕대를 한 채 센터에서 깨어난다. 끔찍한 충돌에도 불구하고 그와 운전자 모두 경미한 부상만 입었다. 록하트는 신비로운 어린 소녀 해나를 만나는데, 그녀는 다른 사람들처럼 작은 파란 병에서 나온 신비로운 액체를 마신다.
환자 빅토리아 왓킨스와 인근 마을 주민들은 매료된 록하트에게 스파의 역사를 이야기해준다. 이 스파는 200년 전 순수한 혈통의 상속자를 원하여 여동생과 결혼한 남작이 소유했던 성의 폐허 위에 지어졌다. 그녀가 불임임을 알게 된 그는 치료법을 찾기 위해 농민들에게 끔찍한 실험을 감행했다. 그는 성공했지만, 부주의하게 매장된 희생자들의 시신을 발견한 후 농민들은 성을 습격하여 불을 질렀다. 그들은 임신한 남작의 여동생을 붙잡았고 그녀가 불에 타기 전에 아기는 그녀의 자궁에서 잘려 나왔다. 아기는 지역 대수층에 던져졌지만 어찌 된 일인지 살아남았다.
록하트는 센터를 탈출하려 하지만 아무도 떠날 수 없다는 것을 알게 된다. 해나에게 발레리나 인형을 준 후 록하트는 그녀의 도움으로 자전거를 타고 마을로 가서 그녀를 술집에 남겨두고 펨브로크의 독일어 의료 기록을 번역할 사람을 찾는다. 그는 스파 사람들이 대수층에서 물을 마심에도 불구하고 탈수 증세에 시달린다는 것을 알게 된다. 평생 스파에 갇혀 지냈던 해나는 술집을 탐험하고 지역 주민들의 관심을 끈다. 록하트가 돌아와 해나와 춤을 추던 남자와 싸움을 벌인다. 그는 볼머 박사에 의해 구출되는데, 지역 주민들은 볼머 박사를 이상하게 두려워한다.
록하트는 스파의 수혈 병동이 끔찍한 의료 실험의 전선이며, 지역 대수층의 물이 인간에게는 독성이 있지만 물에 사는 장어에게는 생명을 회복시키는 독특한 특성을 가지고 있음을 발견한다. 남작은 인간의 몸을 통해 물을 여과하고 생명을 주는 에센스로 증류하는 과정을 고안했다. 볼머는 환자들을 이 과정의 필터로 사용한다.
이 "치료법"은 해나, 볼머, 그리고 그의 직원들이 훨씬 더 길어진 수명을 얻기 위해 섭취한다. 록하트는 자신의 다리가 부러지지 않았으며 자신이 포로로 잡혀 있다는 것을 깨닫는다. 볼머는 록하트에게 악몽 같은 치료를 가하여 그가 미쳤다고 믿을 때까지 그의 정신을 왜곡시킨다. 해나는 이 변화를 감지하고 록하트에게 발레리나 인형을 돌려주어 그를 혼미한 상태에서 벗어나게 한다.
해나는 첫 월경을 시작하고 볼머는 그녀와 결혼한다. 리셉션 동안 그는 그녀를 성의 폐허에 있는 비밀 침실로 데려가 강간하기 시작한다. 록하트는 볼머의 사무실에 침입하여 볼머가 남작이며 해나가 우물에 던져졌던 아기인 그의 딸이라는 것을 발견한다. 둘 다 "치료법" 때문에 매우 느리게 나이를 먹고 있었다. 이 정보에 자극받아 록하트는 침실에서 볼머와 대결한다.
이어진 싸움에서 볼머의 얼굴은 끔찍한 화상을 숨긴 가면으로 드러난다. 록하트는 볼머와 성에 불을 지르지만 볼머에게 제압당한다. 해나는 볼머를 죽여 록하트를 구하고, 볼머는 대수층에 떨어져 장어에게 먹힌다. 록하트와 해나는 자전거를 타고 탈출하고, 불이 센터를 덮친다. 그리고 록하트의 고용주가 그와 펨브로크를 데리러 온 차에 부딪힌다. 록하트는 고용주에게 펨브로크가 죽었다고 말하고 차에 타라는 명령을 받는다. 그들의 요구를 무시하고 기분이 좋다고 중얼거리며, 그는 해나와 함께 떠나며 마침내 정신병원에서 탈출하며 섬뜩하게 웃는다.

## 출연
- 데인 드한 : 록하트 역
- 미아 고스 : 한나 역
- 제이슨 아이작스 : 폴머 박사 역
- 자니 오토 : 발록 박사 역
- 엑셀 부츠홀즈 : 브레난 박사 역
- 세일라 아임리
- 리사 밴스 : 홀리스 역
- 애드리언 쉴러 : 부국장 역
- 수잔느 웨스트
- 칼 럼블리 : 윌슨 역
- 제이슨 배빈스키 : 칼 역
- 이보 낸디 : 엔리코 역
- 매그너스 크레퍼 : 피터 역
- 조한스 크리쉬 : 간호인 역
- 크레이그 : 모리스 역
- 주디트 헐쉬 : 간호사 그레타 역
- 고데하르트 기에세 : 기술자 역
- 크리스찬 브라우어 : 기술자 역
- 알렉산더 야신 : 월스트리트 은행원 역
- 크리스 사이신저 : 월스트리트 브로커 역
- 제프 버렐 : 장의사 역
- 톰 플린 : 험프리 역
- 레너드 쿤츠 : 프랭크 역
- 크리스 허자 : 결혼식 손님 역